# Melczer Vilmos
Melczer Vilmos (Budapest, 1986. február 25. –) magyar labdarúgó, posztját tekintve középpályás.

## Pályafutása
Az MTK Budapest FC akadémiáján nevelkedett, de mielőtt a klub első csapatába be tudta volna verekedni magát többször kölcsönadták. 2004-ben a másodosztályú Bodajk FC Siófok-hoz, 2005-ben a szintén NB II-es Soroksár SC-hez került egy évre. A 2006–2008 közti időszakban visszakerült Bodajk FC Siófok-hoz, amellyel feljutott az első osztályba.
Így először NB I-es mérkőzésen 2007. augusztus 21-én lépett pályára a BFC Siófok-Újpest FC 2–4-re végződött bajnokin, kezdőként 68 percet kapott. Első gólját augusztus 3-án szerezte a DVSC elleni 1–1 alkalmával. A szezonban összesen 25 mérkőzésen 4 gólt lőtt.
A 2008-as szezonban már, mint az MTK játékosa jutott szóhoz az első- és másodosztályú bajnokságban is. Az első osztályban 18 mérkőzésen 0, míg a másodosztályban 5 mérkőzésen szintén 0 gólt jegyzett. A Ligakupában egyszer, míg a Magyarkupában négyszer játszott. A 2009–2010-es szezonban az első osztályban 11 fellépésén 1-szer volt eredményes, míg a második vonalban 6-szor számítottak játékára.
2009-ben tagja volt az Összefogás Napja alkalmából megrendezett teremtornán győztes MTK csapatának.
2010-ben a másodosztályú Budaörsi SC csapatához igazolt 2012-ig, ahonnan 2011 telén fél évre kölcsönvette a BFC Siófok.

### Válogatott
Beválogatták a magyar U17-es és U19-es válogatottba.
A felnőtt válogatottban nem szerepelt.